# 日進 (スループ)
日進（にっしん）は、佐賀藩がオランダに発注し、明治初めに受領したスループ。後に日本海軍へ移籍した。
日進は「絶え間ない進歩、発達」という意味で、『近思録』の2章「為学篇」の中にある「君子の学は必ず日に新たなり。日に新たなる者は日に進む」。

## 概要
慶応3年（1867年）、佐賀藩の佐野常民がバーク式帆走型の3本マストを持つ蒸気スクーナーとしてオランダのヒプス（Cornelis Gips & Zonen）社に発注、明治2年（1869年）3月1日に完成後、明治3年（1870年）3月に長崎に回航され、「日進丸」と命名されたが、6月に海軍籍となり「日進艦」と改名した。
日本海軍草創期の主力艦として活躍し、台湾出兵、西南戦争などに参加した。

## 艦歴

### 建造
1868年1月23日（慶応3年12月29日）オランダで起工、1869年2月20日（明治2年1月10日）進水、1869年4月12日（明治2年3月1日）竣工。『佐賀藩海軍史』によると1869年4月12日が進水となっている。

### 明治3年
（注）明治5年までは旧暦の日付とする。
明治3年
3月3日（1870年4月3日）長崎に回航し、4月13日（1870年5月13日）佐賀藩が受領、「日進丸」と命名した。4月23日（1870年5月23日）佐賀藩から献納の申し出があり、5月14日（1870年6月12日）兵部省が許可、6月22日（1870年7月20日）受領、「日進艦」となった。『佐賀藩海軍史』によると献艦式を行ったという。乗組員はそのままで、船将の真木安左衛門（真木長義）が同日艦長となった。『海軍省報告書』では4月23日（1870年5月23日）に佐賀藩から献上されたとしている。
7月（1870年7月から8月）機械の修理を行った。同月に普仏戦争が勃発し中立を守るため、7月28日（1870年8月24日）に日進は単独で函館派遣となった。8月9日（1870年9月4日）品海を出港し、函館に回航された。翌明治4年3月7日（1871年4月26日）に警備は解かれた。

### 明治4年
明治4年3月（1871年4月から5月）、函館往復の航海中に破損した排気ポンプのロッドを修理した。
明治4年5月（1871年6月から7月）日進、東、乾行、第二丁卯、龍驤、富士山、第一丁卯で小艦隊を編制する。5月8日（1871年6月25日）、真木長義中佐が日進、甲鉄、乾行、第二丁卯（+鳳翔)の指揮官となった。
4月18日（1871年6月5日）、日進にロシア・ポシェット湾への派遣命令が出され、5月24日（1871年7月11日）品川を出港した。日進は北海道に回航したがポシェット湾には行けず、7月22日（1871年9月6日）に室蘭港から品川に帰着した。
9月（1871年10月から11月）樺太へ回航となった。
9月28日（1871年11月10日）、日進は艦隊に編入された。10月8日（1871年11月20日）、龍驤と日進の2隻に海外派遣の命令が出たが、行われなかった。11月15日（1871年12月26日）、「四等艦」に類別変更。11月28日（1872年1月8日）、艦隊から除外。

### 明治5年
利根川河口沖で錨鎖を切断、回収した後に、明治5年2月30日（1872年4月7日）品海に帰港した。
この時点でキールを損傷しており、3月（1872年4月から5月）中は修理を行った（完成予定は4月10日（1872年5月16日））。
4月12日（1872年5月18日）、日進、東、鳳翔は龍驤の艦隊に編入された。
5月10日（1872年6月15日）、西海巡幸の警護艦を命ぜられ、龍驤（御召艦）と共に5月23日（1872年6月28日）に品川を出港した。
※なお、5月18日（1872年6月23日）時点で中艦隊は日進、孟春、龍驤、第一丁卯、第二丁卯、雲揚、春日、筑波、鳳翔の9隻で編制していた。
7月6日（1872年8月9日）、日進はロシア大公アレクセイを迎えるために長崎回航を命ぜられ、7月10日（1872年8月13日）兵庫港を出港、長崎へ向かった。10月13日（1872年11月13日）、横浜港に帰港した。10月22日（1872年11月22日）、ロシア大公帰国の壮行として函館回航を命じられる。そのため横浜から函館に回航することになり、10月28日（1872年11月28日）横浜港を出港する。11月14日（1872年12月14日）、任務を終えて品海（または横浜港）に帰港。

### 1873年
1873年（明治6年）
2月12日、日進と東に横浜回航が令達された。2月13日、各港に常備艦を配置することになり、東と日進は横浜港に配置されることになった
3月28日から30日の間、修理のための横須賀回航が認められ、横須賀で釘の打ち増し、網具の締め直し、外舷塗装などを行った。4月21日、日進は修理が終わり、横浜に回航した。
6月2日、横浜港に停泊していた日進と雲揚に9日の招魂祭のために品海に回航するよう令達された。2隻は5日横浜を出港、翌6日に品海に到着した。
福岡県で擾乱が発生したため、大蔵大丞の出張のために日進の福岡回航が6月28日に命令され、同日夜、日進は品海から横浜に回航、大蔵省の官員や巡査50名などを乗せて29日朝出港、福岡に向かった。8月8日、日進は福岡から品川に帰着した
イタリア王族トンマーゾ・ディ・サヴォイアが来日するため、8月22日に日進、龍驤に横浜回航が令達された。
9月23日、日進は樺太クシュンコタン回航が命じられ、
9月20日、日進に品海への回航が命令された。測量のために大尉等も乗り組み、9月27日午前7時頃（または26日）品海を出港、29日に函館港に到着した。10月4日、燃料等の搭載を終え出港、樺太に向かった。
11月15日、日進は品川に帰着した（9月26日品川発）。

### 1874年
1874年（明治7年）2月石川島で機械とボイラーの修理を行っていたが、至急修理を完了する必要があるために2月18日に曳船で横須賀へ回航し、同地で修理が続けられた。3月30日、横須賀で修理中の日進に対し修理完了次第、品海に回航するよう令達。
台湾出兵
4月6日、日進は台湾蕃地処分のために回航が命令され、9日品川を出港、清の諸港に回航した。砲兵2隊が乗艦し、台湾蕃地事務都督西郷従道は博多まで乗艦し15日上陸、赤松則良少将らが長崎から乗艦した。11月8日の時点で厦門に停泊、12月18日（午前5時)に長崎に帰港、1875年（明治8年）1月5日、品海に帰港した（明治7年4月9日品川発）。

### 1875年
1875年（明治8年）
6月5日、日進は修復艦に定められた。
千島・樺太交換条約
8月9日、千島・樺太交換条約調印で樺太回航（カムチャツカ半島派遣)が命令され、8月16日開拓長官黒田清隆（伊集院兼寛少将兼少輔）を乗せて横浜を出港、9月11日ペトロパブロフスクに到着した。11月4日、横浜港へ帰港した。
10月28日に艦隊は編制を解かれ、同日、日本周辺を東部と西部に分け、東部指揮官は中牟田倉之助少将、西部指揮官は伊東祐麿少将が任命され、日進、春日、浅間、第二丁卯、孟春、千代田形、肇敏丸、快風丸は西部指揮官所轄となった。なお『海軍制度沿革』によると、11月9日、日進は艦隊を除かれた。

### 1876年
1875年12月15日、黒田総理大臣が玄武丸に乗り組み朝鮮へ出張するため、日進、孟春、高雄丸が釜山までの護衛を命令された。日進は1876年（明治9年）1月6日横浜港を出港、3月15日横浜港に帰港した。
6月10日（または7月10日）、日進は修復艦に定められた。

### 1877年
西南戦争
日進は1877年（明治10年）西南戦争に参加した。修復艦だった日進は2月19日、常備艦と定められ、同日、東、日進、浅間の3隻に神戸港回航が令達された。2月26日（午前3時30分）横浜（または横須賀）を出港した。「恩給叙勲年加算調査」ではこの日から西南戦争での出勤となっている。機械に故障があり横須賀で修理し、午後1時同地を出港した。だが故障が直っておらず、運転と停止を繰り返し帆走を試みたが逆風と潮のために西行できず、やむなく27日10時に下田港に入港、同地で修理を行った。8月22日午前10時10分、日進は神戸に入港、24日午前2時30分出港、荒天のために紀伊大島に停泊、8月28日（午後4時35分）横須賀港に帰港した。「恩給叙勲年加算調査」ではこの日で西南戦争出勤の終了となっている。
修理
横須賀では艦底の朽ちた木板の交換や、外舷の修理などを行った。
11月10日試運転を施行、不具合の箇所があったが修理はほぼ完成した。
鹿児島回航
これに先立つ11月5日（または10月15日）、日進の鹿児島湾への回艦の達があり、修理の完成した日進は11月13日横須賀から品海に回航、15日再び横須賀に回航、17日午前10時横須賀を出港、鹿児島へ向かった。20日午後2時神戸着、22日午前8時同地発、27日午後3時に鹿児島に到着した。

### 1878年
1878年（明治11年）
2月11日鹿児島を出港、油津を経由し2月14日長崎港に到着した。
3月2日長崎出港、3日鹿児島着、3月13日鹿児島出港、14日長崎着。
3月18日長崎を出港し、兵庫（3月21日から24日寄港)、浦賀（3月26日から4月2日)を経由し4月2日横浜港に帰港した。
4月29日に砲撃訓練のために羽田沖に出勤した。
5月21日品海に回航、6月13日出港し、東京湾と相模灘で帆走訓練を行い、6月16日横浜に帰港した。
6月21日、坐洲で損傷した龍驤の鹿児島から横須賀への回航のため、日進は鹿児島回航が命令された。
日進は6月26日横浜を出港、兵庫港、本山沖、門司を経由し、7月7日鹿児島に入港した。
7月24日午前5時25分（または午後6時)、龍驤を曳航して鹿児島を出港、7月28日午後11時5分金田湾に到着した。
翌7月29日横須賀経由で横浜に帰港した。
以後横浜に碇泊、11月26日横須賀に回航した。
12月16日横浜に回航した。
12月18日、19日の2日間は横浜を出勤し、横浜沖で艦隊訓練と射撃訓練を行った。

### 1879年
1879年（明治12年)
2月26日横浜から横須賀港に回航、翌27日に横浜に戻った。
清派遣
実地研究として清国各港への回航が日進に達せられた。
3月16日、横浜港を出港、兵庫、小豆島石場浦、門司を経由し、25日長崎港に入港した。
4月4日、長崎発、厦門を経由して29日香港着。
5月14日、香港を出港、同日はセコンドバー泊所に碇泊し翌15日発、同日中に広東川黄浦に到着し、以後零丁島、澳門を周り23日香港に回航した。
28日、香港発、30日厦門着。
6月2日厦門を出港したが風波が激しいため引き返し、6月5日改めて出港、6月6日福州 、九塘を経由して4日上海に入港、上海で1月ほど滞在し、7月21日出港、同日は東沙灯明船の側に碇泊し翌22日発、芝罘、大連湾、金州湾、遼河河口、牛荘、芝罘を経由し、29日長崎に帰国した。
9月6日長崎発、門司、兵庫、清水に寄港し9月15日横浜港に帰港した。
艦隊訓練
9月30日品川に回航、翌10月1日品川沖で艦隊訓練を行い同日横浜に戻った。
10月1日、清国から帰国した乗員に3週間の休暇が与えられることになった。

### 1880年
1880年（明治13年)
3月6日横浜を出港し、同日熱海着。
3月7日熱海発、翌8日清水に到着した。
3月30日清水を出港、同日は熱海に碇泊、4月1日同地発、同日横浜に帰港した。
4月5日横浜を出港し横須賀沖までドイツ皇帝の孫ハインリヒを見送り、品川に回航した。
4月6日品川発、比叡を本牧沖まで見送り、同日横浜に戻った。
4月19日横須賀港に回航した。
5月4日横須賀から横浜に回航した。
修理
7月28日横須賀港に回航。
10月5日
から1881年（明治14年)8月9日まで横須賀造船所で修理を行った。

### 1881年
北海道行幸
1881年（明治14年)
7月7日北海道行幸時は扶桑が御召艦、金剛と日進は警備艦とされた。
8月6日横須賀港から横浜港に回航した。
8月10日横浜港を出港、途中山田港に寄港し、8月15日函館港に入港した。
8月22日青森港へ、29日函館へ、30日室蘭へ回航した。
9月5日室蘭発、青森に寄港し同日函館に入港した。
9月7日安渡へ回航、8日青森へ回航、10日函館に戻った。
9月17日函館発、20日横浜港に帰港した。

### 1882年
1882年（明治15年)
1月9日横浜から横須賀港に回航した。
艦隊訓練
6月4日横須賀発、艦隊運動訓練を行い、6月5日清水港に入港した。
6月26日清水港を出港、27日品川湾に帰着した。

### 壬午事変
壬午事変により1882年（明治15年)7月31日品海を出港し、朝鮮半島で警備に派遣された。
品海出港後は国内各地に寄港し、8月11日朝鮮済物浦に到着した。
翌12日ニランド島に回航、
21日済物浦に戻った。
8月31日同地発、9月2日釜山浦に到着した。
10月9日釜山浦発、11日元山津着。
10月28日元山津発、10月30日門司浦に一時帰国した。
11月19日門司浦を出港し再び朝鮮へ向かった。
11月20日所安島着、
11月23日同地発、翌24日水島着。
11月30日水島発、12月1日済物浦に到着した。
この間の10月12日「扶桑」「金剛」「比叡」「龍驤」「日進」「清輝」「天城」「磐城」「孟春」「第二丁卯」「筑波」の11隻で中艦隊が再度編成された。
翌1883年（明治16年)
1月14日に朝鮮済物浦発、16日釜山に到着した。
1月22日に釜山発、23日門司に帰国した。
3月5日門司を出港し、7日から9日まで兵庫港に碇泊、11日に品川に帰着した。
『恩給叙勲年加算調査』によると1月3日門司に帰港した。

### 1883年
1883年（明治16年)、巡洋艦に類別された。
6月23日から横須賀造船所で修理を行った。

### 甲申政変
1884年（明治17年)2月28日横浜を出港し、朝鮮半島で警備を行う。
甲申政変によりそのまま朝鮮に滞在、1885年（明治18年)2月28日長崎に帰港した。

### その後
同1885年（明治18年)9月8日中艦隊から除かれ、
12月25日航海術練習艦に指定された。
1888年（明治21年)9月21日軍艦。
1890年（明治23年)8月23日第一種。
1891年（明治24年)6月8日佐世保港を出港し朝鮮へ航海、6月24日竹敷に帰港した。

### 除籍
1892年（明治25年)5月30日第五種に編入
(除籍)、
8月8日佐世保海兵団附属となった。
1893年（明治26年)4月29日廃船、
8月31日売却された。

## 艦長
※『日本海軍史』第9巻・第10巻の「将官履歴」及び『官報』に基づく。
船将
- 真木安左衛門（真木長義):佐賀藩時[22]

艦長
- 真木長義：明治3年6月22日 - 明治4年4月15日
- 真木長義 少佐：明治4年4月15日 - 明治4年5月8日
- 真木長義 大佐（艦隊指揮兼務): - 明治5年4月4日（1872年5月10日)[44]
- 福島敬典 少佐/中佐：明治5年4月4日（1872年5月10日)[44] - 1873年3月3日[128]
- 澤野種鉄 少佐: 1873年3月3日[128] - 1875年11月10日[83]
- 伊東祐亨 少佐：1875年11月10日[83] - 1876年11月29日
- （艦務代理)野村貞 大尉（副長):1876年11月7日[129] -
- 伊東祐亨 中佐: - 1876年11月29日[129]
- 伊東祐亨 中佐：1877年2月19日[91] - 1878年5月11日[130]
- 笠間広盾 少佐:1878年5月11日[130] -
- 山崎景則 中佐：1881年7月7日 - 1881年12月27日
- 有地品之允 中佐：1881年12月27日 - 1882年7月7日
- 坪井航三 中佐：1882年7月7日 - 1883年8月16日
- 尾形惟善 少佐：1884年1月21日 - 1885年6月22日
- 新井有貫 少佐（のち大佐)：1885年6月22日 - 1886年7月14日
- （心得)窪田祐章 大尉：1886年4月12日 - 6月23日[131]
- 窪田祐章 少佐：1886年6月23日[131] - 1890年1月10日
- 町田実隆 少佐：1890年1月10日 - 1890年9月24日
- 横尾道昱 少佐：1890年9月24日 - 1891年2月18日
- 小田亨 少佐：1891年2月18日 - 1891年7月23日
- 舟木錬太郎 少佐：1891年7月23日 - 1891年12月14日
- 藤田幸右衛門 少佐：1891年12月14日 - 1892年5月30日